# Pêche en Tunisie
Pour les articles homonymes, voir Pêche.

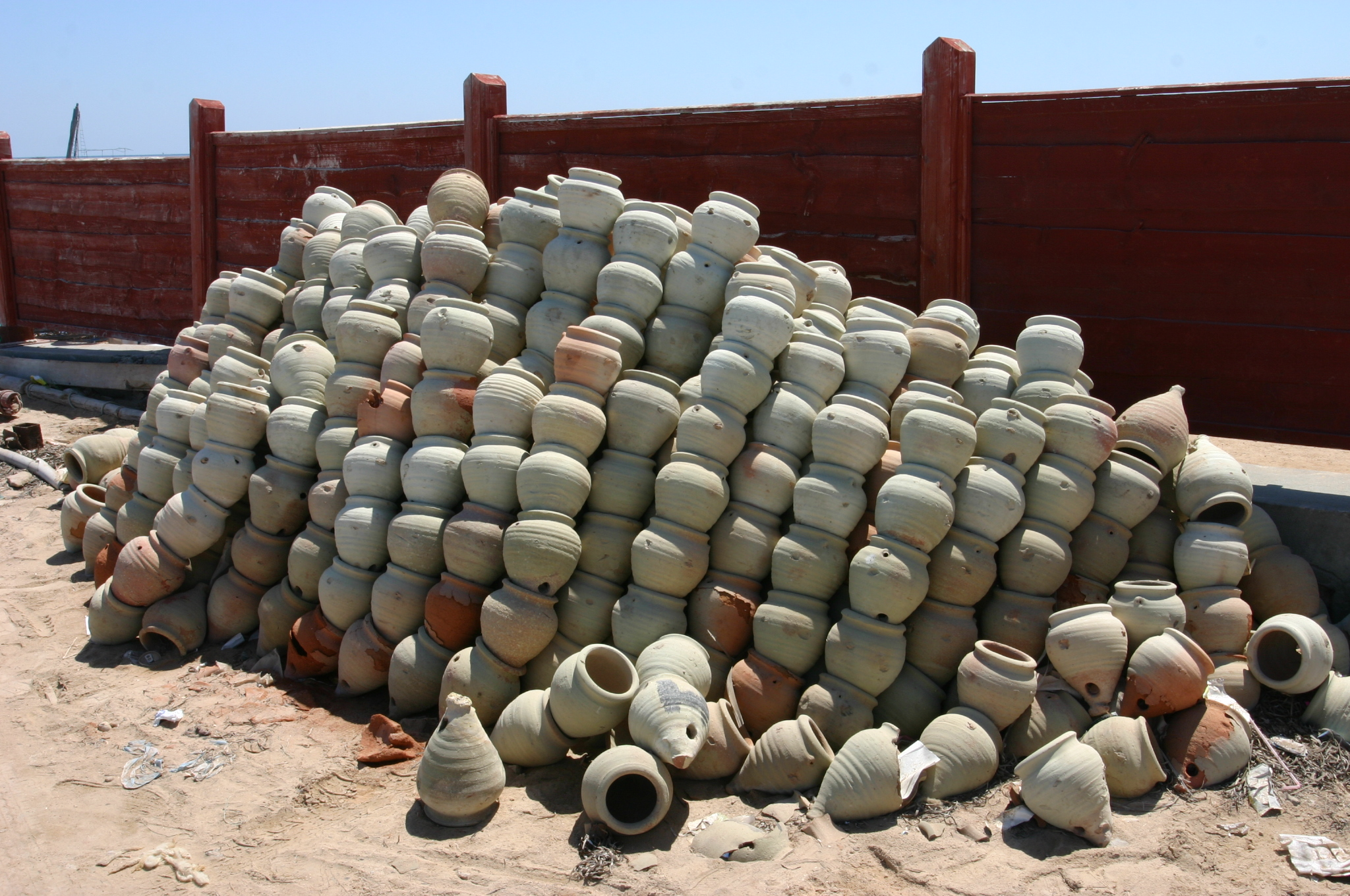
Gargoulettes utilisées pour la pêche aux poulpes dans les îles Kerkennah.

La pêche en Tunisie est une activité économique importante pour la Tunisie dont le secteur primaire représente 13 % du PIB. D'ailleurs, le poisson est très présent dans la cuisine tunisienne (couscous au mérou), le Tunisien consommant environ onze kilos de poisson par an. C'est même une monoactivité pour certains espaces, comme l'archipel des Kerkennah.
Avec un littoral de 1 300 kilomètres, incluant l'île de Djerba et les Kerkennah, et un domaine maritime national de 80 000 km2, correspondant à la partie du plateau continental limité par l'isobathe 200 mètres, la Tunisie possède des atouts naturels favorables à la pêche.

## Poids du secteur
L'activité économique représente 8 % de la production agricole nationale. 15 % de la production est exportée, essentiellement des crustacés. Il s'agit de la deuxième production agricole exportée par le pays après l'huile d'olive. L'activité se pratique surtout sur la façade orientale méditerranéenne de la Tunisie où se situe la majorité des ports ainsi que les deux-tiers des prises en mer. Le golfe de Gabès est ainsi la plus grande région de pêche de Tunisie.
Le secteur de la pêche emploie 100 000 personnes dont 60 000 directement (activités de pêche) et 40 000 indirectement, surtout dans les industries agroalimentaires. Parmi les 53 000 pêcheurs recensés en 2003, 36 075 sont des pêcheurs côtiers artisanaux, 6 390 des pêcheurs au chalutier, 4 955 des pêcheurs au lamparo, 923 des pêcheurs thoniers en madrague et 5 195 des pêcheurs de lagune.

## Infrastructures

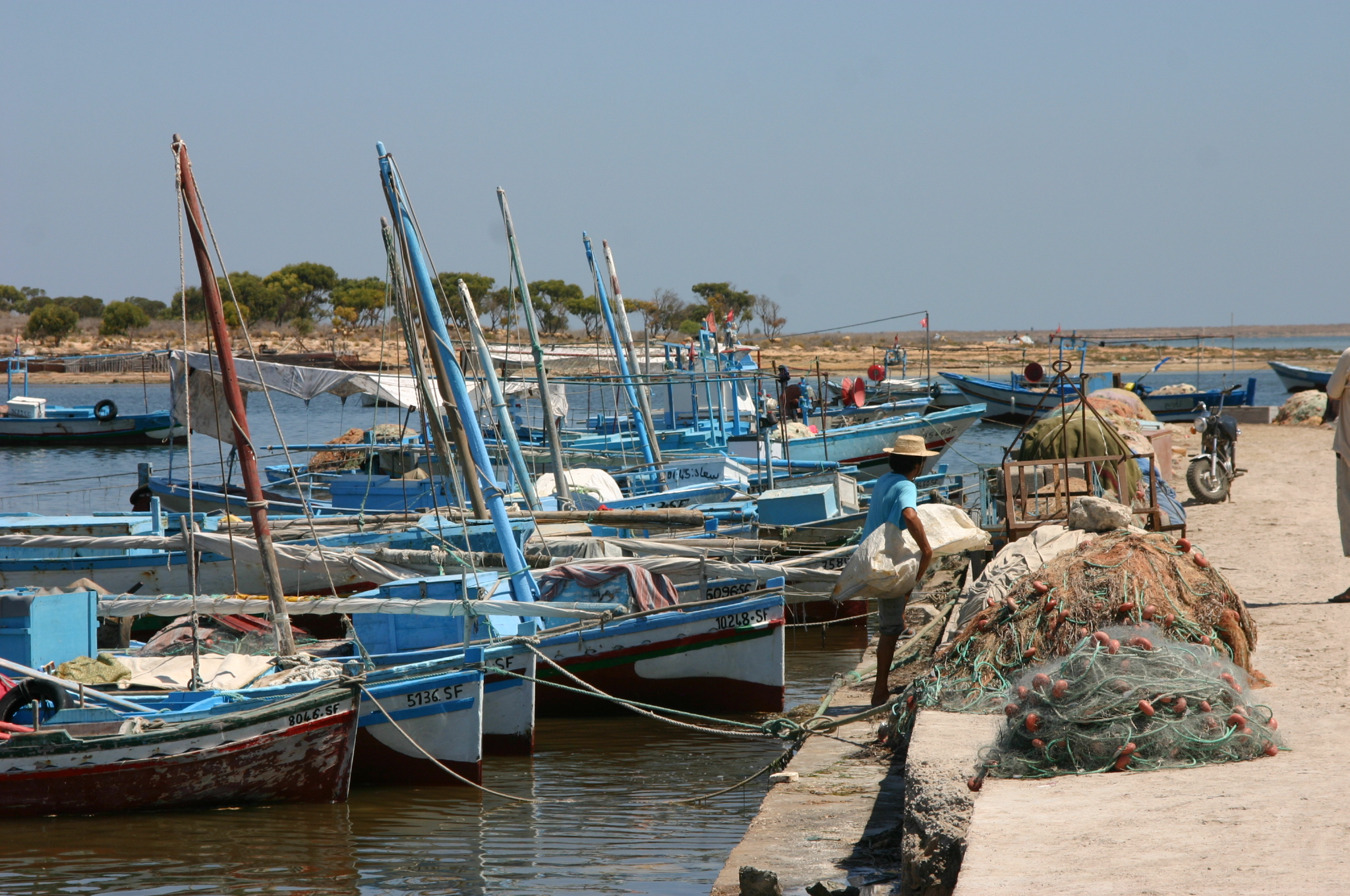
Quai du port de pêche de Sidi Youssef.

Il existe 41 ports de pêche en Tunisie dont dix ports hauturiers — Tabarka, Bizerte, La Goulette, Kélibia, Sousse, Téboulba, Mahdia, Sfax, Gabès et Zarzis — et 31 ports côtiers et sites de débarquement. La capacité totale d'accueil de ces ports est de 150 000 tonnes de produits de la mer par an. La pêche se pratique aussi dans 105 200 hectares de lagunes. L'aquaculture se développe quant à elle dans des sites maritimes ou d'eau douce sur 14 000 hectares au niveau des barrages.
La flottille de pêche se répartit de la façon suivante : 400 chalutiers, 360 sardiniers, plus de 10 000 barques dont 4 300 barques à moteur.

## Produits
Les produits de la pêche maritime sont des poissons bleus, des poissons blancs, des crustacés et des mollusques. Les produits de la pêche en eau douce sont des mulets, sandres, carpes, barbeaux, rotengles, gardons, silures, etc.